# 中国语言生活状况报告
《中国语言生活状况报告》，是中华人民共和国教育部每年发布一次的报告，主要为语言研究和语言决策提供参考，其中2014年的报告指需要“对互联网上的低俗语言必须进行治理”。